# Заалайски хребет
Заалайският хребет (на киргизки: Чоң Алай кырка тоосу; на руски: Заалайский хребет) е мощен планински хребет в Северен Памир, разположен на територията на Таджикистан, Киргизстан и Китай. Простира се от запад (сливането на реките Муксу и Кизилсу, съставящи на река Вахш) на изток (района на град Улугчат в Западен Китай) на протежение около 260 km. На север чрез по-дълги склонове се спуска към Алайската долина, а на североизток чрез прохода Тонмурун (3536 m) се свързва с хребета Теректау (част от планинската система на Тяншан). На юг склоновете му са къси и стръмни се спускат към долината на река Муксу и безотточната котловина на езерото Каракул. На юг се свързва с меридионалния хребет Зулумарт, а на югоизток прохода Уч Бел (4226 m, на границата между Таджикистан и Китай) го отделя от дългия Сариколски хребет. Максимална височина връх Абу Али ибн Сина (Ленин, 7124 m), (39°20′35″ с. ш. 72°52′39″ и. д. / 39.343056° с. ш. 72.8775° и. д.), втория по височина връх в Памир, разположен на границата между Таджикистан и Киргизстан. Други по-високи върхове са: връх Свердлов (6701 m), Кизилагин (6683 m), Източна Заря (6613 m) и др. По-склоновете му се спускат множество ледници с обща площ 1436 km². От северните му склонове води началото си река Кизилсу (дясна съставяща на Вахш) и множество малки, къси и бурни нейни леви притоци – Кизил Агин, Ачик Таш, Комансу, Алтъндаря и др. От източните части на хребета извират реки (Кабаатсу, Тогочорсу, Маркансу и др.), принадлежащи към водосборния басейн на река Тарим в Западен Китай. Долните части на склоновете му са покрити с планинско-степна и планинско-ливадна растителност, а нагоре следват вечни снегове и ледници. В източната му част се намира прохода Кизиларт (4280 m), през който преминава участък от Памирския тракт – шосето Ош – Хорог. През 1871 г. видният руски географ Алексей Федченко изследва долните течения на реките Кизилсу и Муксу и между тях открива Заалайския хребет.

## Топографска карта
- J-42-Б М 1:500000[2]
- J-43-А М 1:500000[3]